# Adour
Der Adour (baskisch Aturri; okzitanisch Ador) ist ein Fluss im Südwesten Frankreichs, der in den Regionen Okzitanien und Nouvelle-Aquitaine verläuft.

## Verlauf
Der Fluss entspringt in den französischen Pyrenäen, westlich des Col d’Aspin, im Gemeindegebiet von Aspin-Aure. Nach Durchquerung des Stausees Lac de Payolle führt er zunächst den Namen Adour de Payolle und nimmt seinen endgültigen Namen erst nach Vereinigung mit seinem linken Nebenfluss Adour de Gripp an. Er entwässert zuerst generell in Richtung Nordwest und Nord, dreht dann nach Westen und mündet nach rund 308 Kilometern bei Bayonne in den Atlantischen Ozean.
Der Adour durchfließt die Départements Hautes-Pyrénées und Gers in der Region Okzitanien sowie die Départements Landes und Pyrénées-Atlantiques in der Region Nouvelle-Aquitaine. Zwischen Pouzac und Cahuzac-sur-Adour bildet er den rund 74 Kilometer langen nicht schiffbaren Seitenkanal Canal d’Alaric.

## Mündung

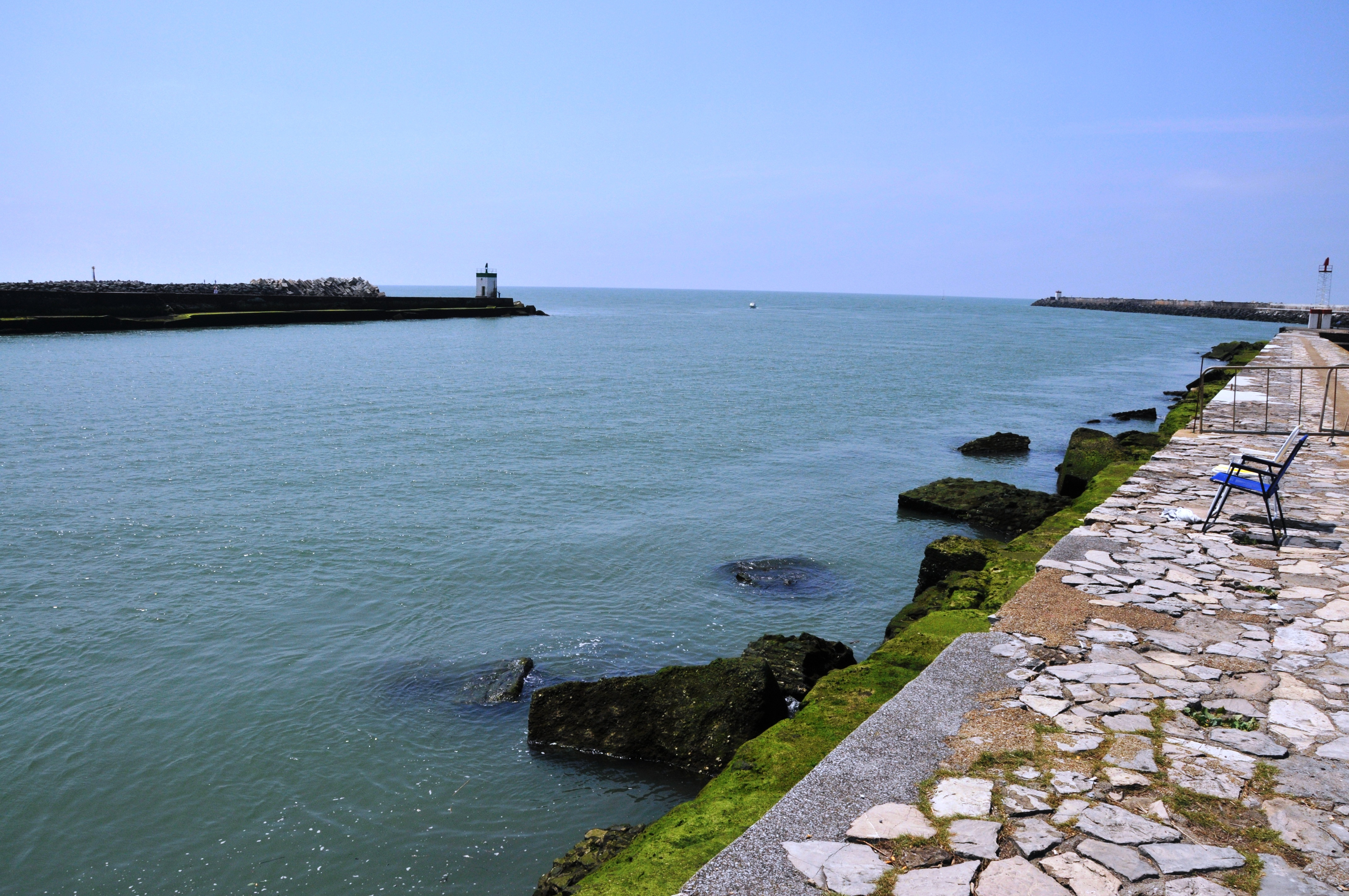
Mündung bei Bayonne

Die Mündung des Flusses war nicht immer bei Bayonne. Zu Beginn unserer Zeitrechnung ergoss er sich bei Capbreton in den Atlantik, etwa 15 km nördlich der heutigen Mündung. 910 mündete er bei Port-d’Albret, dem heutigen Vieux-Boucau-les-Bains, etwa 30 km nördlich der heutigen Mündung. 1164 durchbrach der Fluss bei Bayonne die Dünen für eine kurze Zeit, um sich 10 Jahre später wieder bei Capbreton ins Meer zu ergießen, erneut gefolgt von Port-d’Albret im Jahr 1390. 
Als Bayonne im Sand versank und zugrunde zu gehen drohte, befahl König Karl IX., bei der Stadt einen Graben durch die Dünen auszuheben, der der Hafen zum Meer werden sollte. Die Arbeiten wurden von den Bürgern Mitte der 1550er Jahre unter Heinrich II. und unter der Leitung des Architekten Louis de Foix abgeschlossen. 
Am 28. Oktober 1878 stürzte sich der Adour, verstärkt durch ein Hochwasser seines Nebenflusses Nive, in eine Bresche, die die Menschen bei der neuerbauten Gemeinde Boucau, in die Dünen gegraben hatten und die sie nouvelle bouche (neue Öffnung) bezeichneten. Das alte Port-d’Albret wurde nun in Vieux-Boucau umbenannt, Bayonne war wiederbelebt.
Man musste nun nur noch den neuen Durchlass frei halten und die Einwirkungen von Wind, Sand und Meer im Zaum halten.

## Schiffbarkeit
Der Adour ist von seiner Mündung bis Port-de-Pouy auf einer Länge von 72 Kilometern mit Schiffen befahrbar. Auch seine Nebenflüsse Gaves Réunis, Bidouze, Aran, Ardanavy und Nive sind jeweils ein paar Kilometer aufwärts schiffbar und bilden mit dem Adour ein geschlossenes Schifffahrtsrevier. Allerdings wird in manchen Abschnitten die Fahrrinne nicht mehr instand gehalten, sodass es in besonders regenarmen Sommern zu unsicheren Schifffahrtsbedingungen kommt. Ein großer Teil der Strecke ist von den Gezeiten beeinflusst.
Auf dem Adour wurden seit dem Mittelalter Waren aus dem Landesinneren transportiert, insbesondere Wein aus Aquitanien; noch heute werden auf ihm Produkte der Gascogne, vor allem Mais, verschifft.

## Nebenflüsse
| Linke Nebenflüsse: - Échez - Louet - Bergons - Saget - Lées - Broussau - Lourden - Bahus - Gabas - Louts - Luy - Gaves Réunis (Gave de Pau, Gave d’Oloron) - Bidouze - Joyeuse oder auch Aran genannt - Ardanavy - Nive | Rechte Nebenflüsse: - Estéous - Arros - Gioulé - Bos - Midouze - Luzou |

## Orte am Fluss
- Campan
- Bagnères-de-Bigorre
- Tarbes
- Maubourguet
- Aire-sur-l’Adour
- Grenade-sur-l’Adour
- Saint-Sever
- Pontonx-sur-l’Adour
- Saint-Paul-lès-Dax
- Dax
- Urt
- Bayonne
- Boucau